# Канивил (Илиноис)
Канивил (енгл. Kaneville) град је у америчкој савезној држави Илиноис.

## Демографија
По попису из 2010. године број становника је 484.
| Група             | 2000.    | 2010.       |
| Белци             | 0 (0,0%) | 454 (93,8%) |
| Афроамериканци    | 0 (0,0%) | 0 (0,0%)    |
| Азијати           | 0 (0,0%) | 1 (0,2%)    |
| Хиспаноамериканци | 0 (0,0%) | 29 (6,0%)   |
| Укупно            | 0        | 484         |